# Fijipyrgus
Fijipyrgus is een geslacht van rechtvleugeligen uit de familie Pyrgomorphidae. De wetenschappelijke naam van dit geslacht is voor het eerst geldig gepubliceerd in 1966 door D. Keith McE Kevan.

## Soorten
Het geslacht Fijipyrgus  is monotypisch en omvat slechts de volgende soort:
- Fijipyrgus gracilis (Kevan, 1966)